# Enver Hodja
Enver Hodja (uneori în română Enver Hogea, în albaneză Enver Hoxha, AFI /ɛn'vɛɾ 'hɔʤa/, pronunțieⓘ; n. 16 octombrie 1908, Gjirokastra, Regiunea Gjirokastër, Albania – d. 11 aprilie 1985, Tirana, Albania) a fost conducătorul Albaniei de la sfârșitul celui de-al Doilea Război Mondial până la moartea sa din anul 1985, având funcția de Prim-Secretar al Partidului Comunist al Muncii din Albania.
Hodja a îndeplinit și funcția de Prim-Ministru al Albaniei între 1944 și 1954, precum și cea de Ministru al Afacerilor Externe între 1946 și 1953. Sub conducerea lui Hodja, mandat caracterizat prin izolarea de restul Europei și apartenența autodeclarată la principiile marxist-leniniste, guvernul albanez a creat o imagine de evoluție a țării dintr-un stat semi-feudal într-un stat industrializat.

## Biografie
Hodja s-a născut în Ergiri (Gjirokaster), un oraș din sudul Albaniei, ca fiu al unui musulman, înstărit negustor de haine. Primele influențe cu caracter politic vin din familie, din partea unchiului său, Hysen Hodja, un înverșunat militant pentru independența Albaniei. La vârsta de 16 ani Enver Hodja devine secretar al Societății Studenților din Gjirokaster, organizație cu orientare antimonarhistă. După închiderea societății de către guvern, Hodja părăsește orașul natal și se muta la Korce, continuându-și studiile într-un liceu francez; aici învață istoria franceză, literatura și filozofia. În acest oraș se spune că ar fi citit pentru prima dată Manifestul Partidului Comunist.

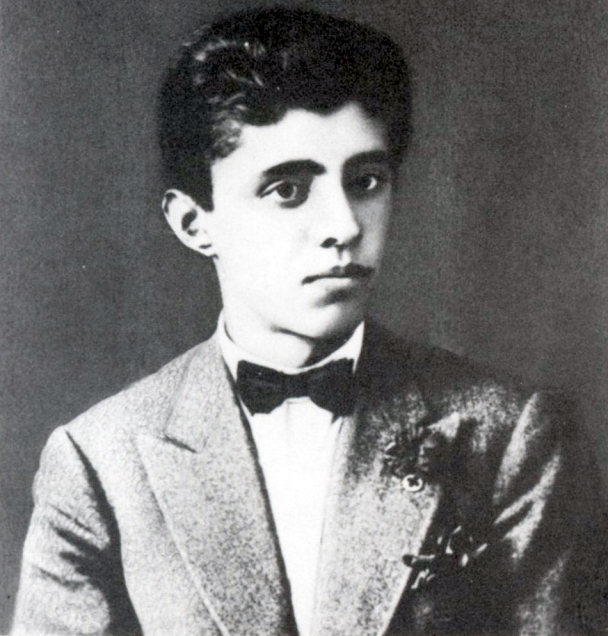
La vârsta de 18 ani în 1927

În perioada 1930–1934 Enver Hodja beneficiază de o bursă de studii în domeniul științelor naturale, la Universitatea din Montpellier, în Franța, unde participa la lecții și conferințe ale Asociației Muncitorilor, organizate de Partidul Comunist Francez. După un an, în care nu se arata foarte interesat de biologie, renunță și pleacă la Paris, cu intenția de a-și continua studiile universitare. Urmează cursuri de filozofie la Sorbona, și, sub influența marxismului promovat în capitala franceză, colaborează cu L’Humanite, în paginile căruia scrie articole cu privire la situația din Albania, sub pseudonimul Lulo Malessori, și se implica într-un grup comunist albanez, condus de Llazar Fundo. Renunță din nou la studii, și în perioada 1934–1936, este secretar al consulatului albanez din Bruxelles. Este demis după ce consulul descoperă că angajatul sau a depus cărți și materiale marxiste în biroul său. Întors în Albania în 1936, va deveni profesor în cadrul unui liceu din orașul Korce.

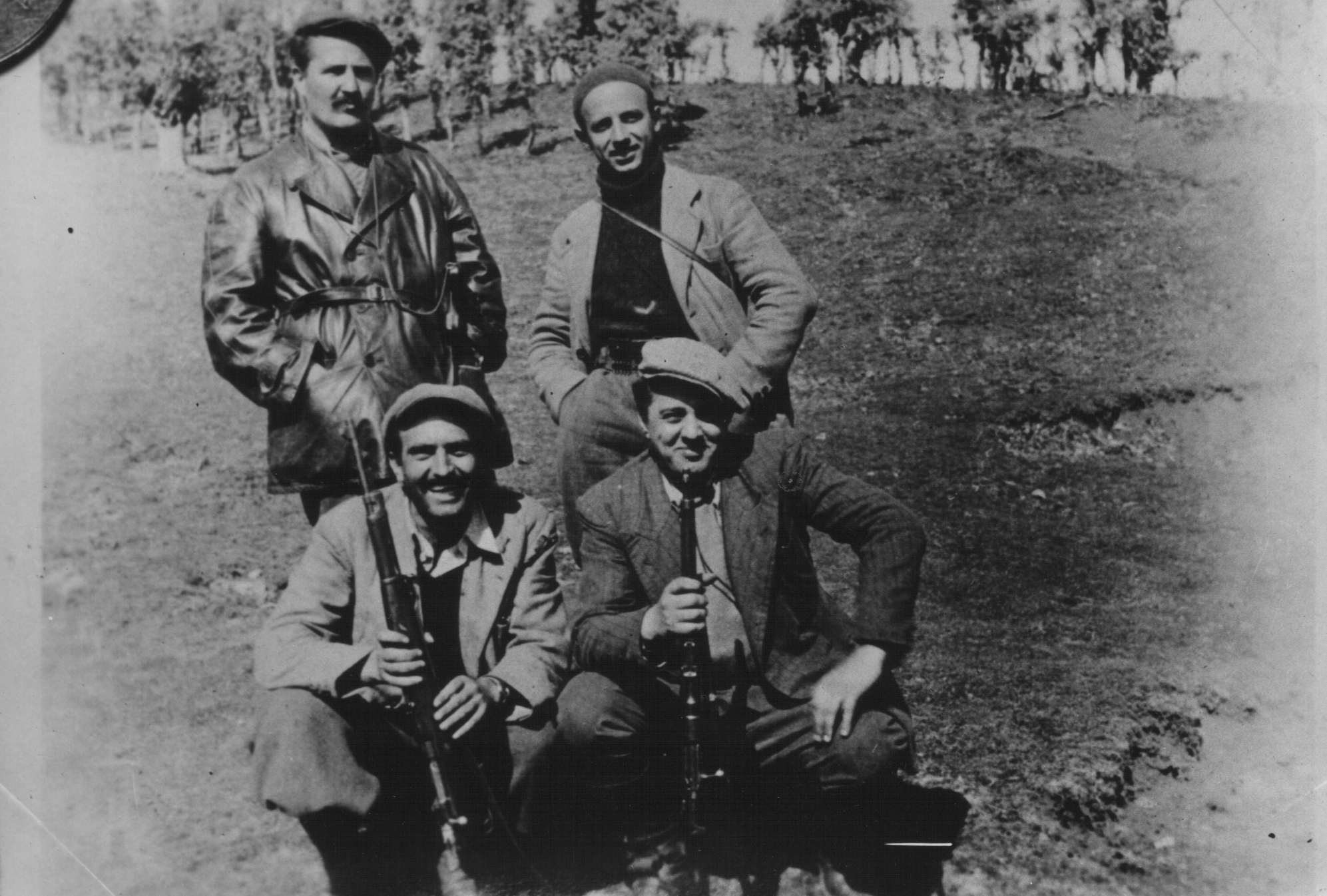
Hodja, Miladin Popovici și Dușan Mugoșa în 1943

Este demis din postul său de profesor în 1939, după invadarea Albaniei de către trupele mussoliniene, pentru refuzul său de a adera la noul partid fascist format în Albania. Apropiindu-se de mișcarea comunistă, este ajutat în 1941 de către comuniștii iugoslavi, să fondeze Partidul Comunist Albanez (numit mai apoi „Partidul Muncii”), devenind mai apoi primul secretar al Comitetului Central al partidului și comisar politic în cadrul Statului Major al Armatei de Eliberare Națională, înființată la 10 iulie 1943. După eliberarea Albaniei din noiembrie 1944 devine prim-ministru al acesteia, funcție deținută până în 1954, fiind în același timp, în perioada 1946–1953 și ministru al afacerilor externe.

## Politica internă a Albaniei în timpul regimului Hodja
Hodja s-a autodeclarat, din punct de vedere ideologic, ca fiind marxist-leninist și puternic admirator al liderului sovietic I. V. Stalin. În perioada 1945-1950, Guvernul a adoptat politici destinate să consolideze puterea. În acest sens a fost introdusă o economie planificată extrem de centralizată, cu accentul pus pe independența în domeniul industriei grele. În agricultură, colectivizarea era considerată cea mai eficientă soluție. În decembrie 1944, statul a preluat controlul asupra industriei, băncilor și transporturilor. Legea Reformei Agrare a fost adoptată în august 1945. Primul plan economic a fost elaborat în 1947, pe o perioadă de nouă luni, iar cel de-al doilea era prevăzut pentru perioada 1949-1950. Înrăutățirea relațiilor cu Iugoslavia a produs efecte care s-au răsfrânt însă și asupra economiei. Însă, în condițiile ajutoarelor primite din partea Uniunii Sovietice, primul plan cincinal a fost inaugurat în anul 1951.
Odată cu adoptarea Legii Reformei Agrare din anul 1945 s-a procedat la confiscarea proprietăților marilor moșieri, care înainte de adoptarea legii, dețineau aproximativ 52% din suprafețele agricole; după măsurile din august 1945 procentul a scăzut la 16%. Procesul de colectivizare însă a decurs lent. Dacă în 1955, aproximativ 87% din producția agricolă provenea de pe terenurile proprietate particulară, ulterior, după accelerarea colectivizării, în 1960, 87% din producția agricolă era recoltata în cadrul gospodăriilor colective și a fermelor de stat.
Având în vedere că agricultura constituise dintotdeauna o problemă pentru Albania, eforturile depuse pentru dezvoltarea acestui sector au fost foarte mari. Cu atât mai mult cu cât aceasta măsura era în deplină concordanță cu politica de creștere a natalității. Prin urmare s-a investit în procesul de mecanizare și în introducerea de îmbunătățiri moderne (utilizarea îngrășămintelor și insecticidelor ș.a.). În anul 1976 Albania declara că, din punct de vedere al producției de cereale, se poate întreține singură, anul 1980 fiind prognozat pentru atingerea acestui obiectiv și pentru alte produse alimentare.
Dezvoltarea economică a vizat însă și industria. Având în vedere că dispunea de bogate rezerve de minereuri, după anul 1950 s-a pus accentul pe exploatarea resurselor de crom, cupru, nichel, petrol și cărbune. Astfel se face ca la începutul anilor ’70, Albania devenise al doilea mare producător de crom din lume. Măsuri s-au luat de asemenea și în direcția dezvoltării industriei ușoare și celei alimentare.
Tot în acest cadru, în anul 1960 a fost începută o campanie de electrificare, prevăzându-se ca în anul 1985, întreaga populație albaneză va dispune de energie electrică. Acest lucru s-a realizat însă în anul 1970, Albania devenind astfel una dintre primele națiuni din Europa, cu un sistem complet de electrificare.
În plan social măsurile luate de Hodja au vizat în special creșterea natalității, învățământul și sănătatea. 
În acest sens, pentru creșterea ratei natalității s-a procedat la interzicerea avorturilor cu excepția cazurilor de viol sau a celor care puneau în pericol viața mamei.
În planul educației s-a urmărit reducerea analfabetismului. Dacă procentul ce caracteriza Albania în anii 1939 era în jurul valorii de 90-95%, în zonele rurale, până în anul 1950 acesta a scăzut situându-se în jurul valorii de 30%; în 1985, procentul îl egalase pe cel deținut de Statele Unite. De asemenea, în același cadru se înscrie și înființarea Universității de Stat din Tirana, în anul 1957, ca fiind prima universitate de acest fel din Albania.
S-a introdus serviciul de sănătate gratuit, și, așa cum declara Mehmet Shehu, într-un discurs din 28 noiembrie 1979, „a fost extins la cele mai îndepărtate sate”. Tot conform declarației acestuia, cităm: „În 1960 am avut un medic pe fiecare 3360 de locuitori, în 1978, am avut un medic pe fiecare 687 de locuitori, și aceasta în ciuda creșterii rapide a populației. Creșterea naturală a populației din țara noastră este de 3,5 ori mai mare decât media anuală a unor țări europene, în timp ce mortalitatea în 1978 a fost cu 37% mai mică decât nivelul mediu al mortalității în țările din Europa; și speranța medie de viață din țara noastră a crescut, de la aproximativ 38 de ani în 1938 la 69 de ani”. De asemenea, aceste măsuri au redus cazurile de malarie, una dintre cele mai răspândite boli ale anilor ’50 - Albania deținând cel mai mare număr de pacienți infectați din Europa - precum și bolile venerice.
O altă realizare înfăptuită sub Hodja se referă la promovarea drepturilor femeilor. Dacă până înainte de începerea celui de-al Doilea Război Mondial, Albania era unul dintre cele mai patriarhale state din Europa, după terminarea acestuia, femeile au fost încurajate să aibă acces la educație și la locuri de muncă. Dacă în 1938, numai 4% dintre femei lucrau în diverse sectoare ale economiei, în 1970, procentul era de 38%, iar în 1982 de 46%. Pe parcursul Revoluției Culturale accesul femeilor la locuri de muncă din diferite sectoare a fost încurajat în mod constant. Așa se face că în anul 1985, în cadrul Consiliilor Populare se regăseau 40,7% femei, respectiv 30,4% în cadrul Adunării Populare. În acest context putem considera și promovarea în funcții de conducere a statului a soțiilor unor lideri aflați în fruntea statului printre care și Nexhmije Hodja, soția liderului comunist Enver Hodja și Fiqrete Shehu, soția primului-ministru Mehmet Shehu.

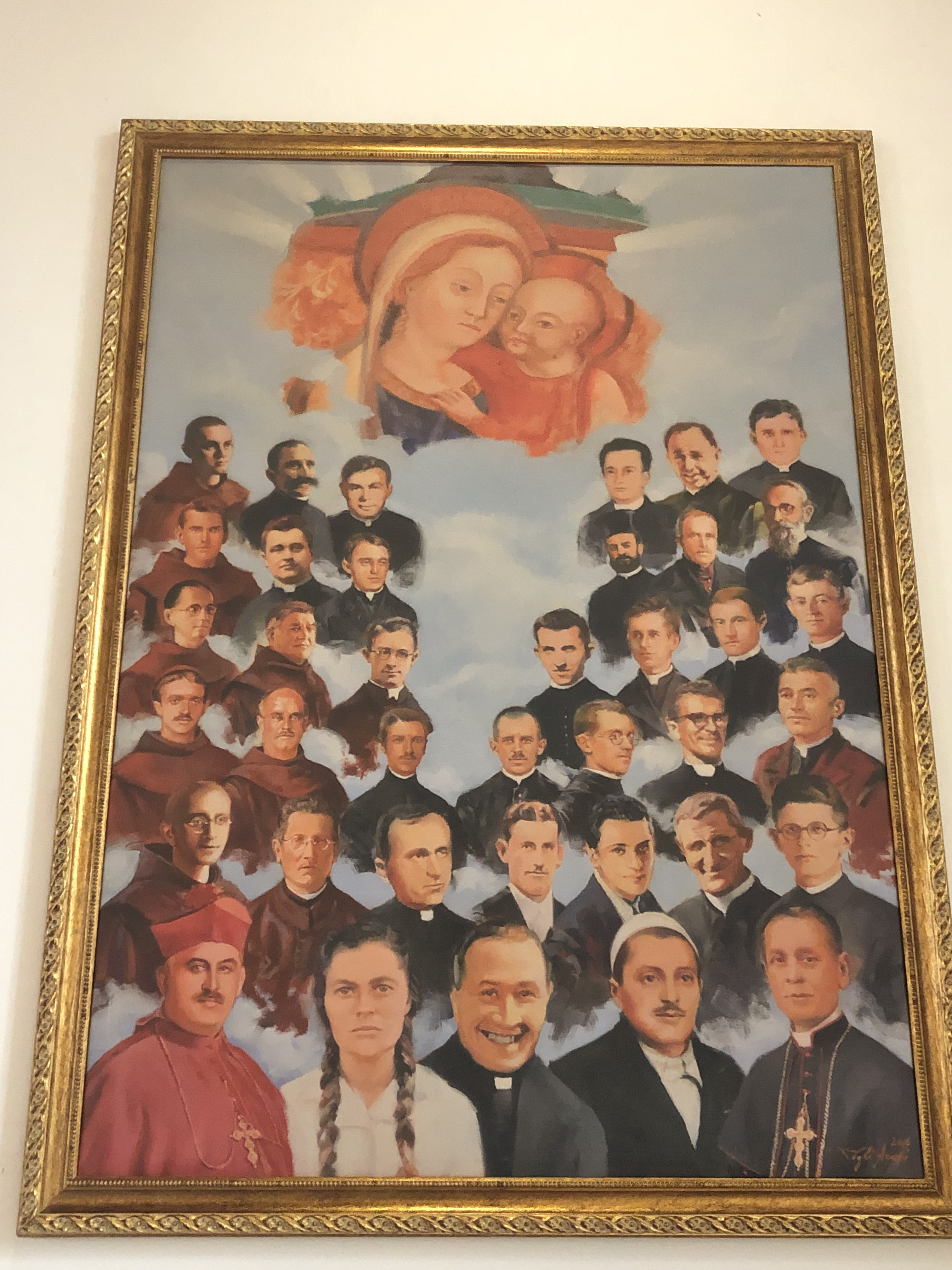
Sfinții martiri ai Albaniei, uciși în timpul dictaturii lui Hodja.

Un caz aparte în politica internă a Albaniei îl reprezintă, instituirea, asemeni modelului chinez - cu care Hodja se afla în strânse relații diplomatice - a așa-numitei „Revoluții Culturale”. Prin aceasta, s-a avut în vedere pe de o parte, promovarea sistemului la nivelul conștiinței populației și a entuziasmului revoluționar în rândul tinerilor.
Pe de altă parte s-a avut în vedere promovarea educației atee în școli și la nivelul întregii societăți; pentru aceasta erau vizați, de asemenea tinerii. Așa se face că, începând cu anul 1967 Albania este proclamată „stat ateu”. Pe această bază au fost luate măsuri împotriva preoților catolici, acuzați de colaborare cu regimul fascist al lui Mussolini, precum și a celor ortodocși (fiind acuzați de promovarea ideilor naționaliste); de asemenea au fost luate măsuri împotriva religiei islamice. S-au dărâmat bisericile, mănăstirile și moscheile, sau li s-au schimbat destinațiile; au fost închise peste 2100 de astfel de lăcașuri, pe întreg teritoriul albanez. În timpul perioadelor de post (Ramadanul, Postul Paștelui etc.) au fost distribuite în școli și fabrici alimente „interzise”, cei care se sustrăgeau de la acestea fiind pedepsiți. Orice manifestare cu caracter religios, inclusiv purtarea icoanelor, a crucifixurilor ș.a.m.d., era pedepsită prin lege. Tot în acest context a fost interzisă purtarea numelor de inspirație religioasă.

## Politica externă a Albaniei în timpul regimului Hodja

### Relațiile cuIugoslavia
Relațiile dintre Albania și Iugoslavia au fost apropiate încă de după încheierea celui de-al Doilea Război Mondial, cea de-a doua influențând vizibil regimul condus de Enver Hodja. În perioada ce a urmat războiului, și instalării regimului comunist în Albania, relația cu Josip Broz Tito ținea în principal de acordarea sprijinului logistic în dezvoltarea statului. Între cele două state s-au semnat mai multe acorduri, printre care și cel al a unui tratat de prietenie, cooperare și ajutor reciproc (în iulie 1946).
În contextul relațiilor slabe pe care Albania le avea cu celelalte state occidentale, și chiar cu Uniunea Sovietică, aceasta găsea în statul iugoslav unul dintre puținii săi aliați. În acest cadru, Albania lui Hodja primea din partea Iugoslaviei ajutoare atât materiale cât și de natură tehnică – consilieri și tehnicieni iugoslavi – atât de necesare refacerii economice și dezvoltării acesteia. Este de notat că în iulie 1947, guvernul albanez a primit din partea iugoslavă un credit de 40 de milioane de dolari, valoare ce reprezenta atunci aproximativ 58% din bugetul Albaniei.

Treptat însă, au început să se manifeste nemulțumirile. Existau opinii în rândurile albanezilor cum că intențiile guvernului iugoslav s-ar limita strict la exploatarea resurselor, invocându-se prețurile extrem de mici plătite de iugoslavi la anumite materii prime. Existau și disensiuni care priveau direcția economică a Albaniei. În timp ce aceștia doreau dezvoltarea sectorului industrial, consilierii iugoslavi se exprimau în direcția extinderii sectorului agricol și al exploatării de minereuri.
Toate acestea au produs conflicte de idei și în interiorul guvernului albanez; existau tabere pro și contra-iugoslave. „Moderații” se exprimau în direcția îmbunătățirii relațiilor cu Occidentul și pentru menținerea unui curs independent, în timp ce „militanții” erau pentru adoptarea politicilor iugoslave. Enver Hodja, prim-ministru, ministru de externe, ministru al apărării și comandant șef al Armatei, s-a alăturat taberei militanților; motivațiile erau în principal de natură economică.
Cu toate acestea nemulțumirile față de influența iugoslavă nu au încetat să se manifeste. De notat este cazul lui Nako Spiru, șef al comisei de stat a planificării, apropiat prin natura funcției de oficialii iugoslavi, care, în 1947, fiind convins că guvernul iugoslav urmărea controlul total asupra Albaniei, și neputând schimba această politică, s-a sinucis.
Situația la nivel diplomatic se schimbă în luna iunie a anului 1948, odată cu expulzarea Iugoslaviei din Kominform. Acesta este momentul în care Albania își schimbă poziția. În luna iulie se procedează la expulzarea consilierilor iugoslavi, precum și la denunțarea tuturor acordurilor economice. De asemenea Hodja se exprimă împotriva planurilor de constituire a unei federații cu Iugoslavia, considerate ca fiind intenții de anexare a Albaniei. În acest context se produc schimbări la nivelul conducerii interne; Xoxe este învinuit pentru opiniile sale pro-iugoslave și acuzat de situația precară în care se găsea întregul stat, fiind condamnat în 1949 la moarte, iar Shehu este reabilitat și numit șef al Statului Major al Armatei.

### Relațiile cu Uniunea Sovietică
Apropierea Albaniei față de Uniunea Sovietică se realizează în contextul relațiilor tensionate ale acesteia din urmă cu Iugoslavia, încă din anul 1948. Relațiile Albaniei cu Uniunea Sovietică, în contextul marii admirații pe care liderul albanez Hodja o nutrea pentru Stalin, și raportându-ne la similitudinile dintre cele două sisteme politice– Enver Hodja adoptase modelul stalinist– au fost foarte bune până în anul 1953, anul schimbării de regim în Uniunea Sovietică.
În perioada 1948–1960, aproximativ 200 de milioane de dolari au fost acordate de către Uniunea Sovietică Albaniei pentru modernizarea tehnică și dezvoltarea infrastructurii. La 22 februarie 1949, tot ca urmare a bunelor relații dintre cele două state, Albania devine membră a CAER.
Momentul de după 1953 însă- anul morții lui Stalin- plasează Albania în contradicție cu cele mai multe state din blocul sovietic, inclusiv cu Uniunea Sovietică. Deși în prima perioadă relațiile albano-sovietice rămân strâns legate, contradicțiile apar mai târziu. Ca urmare a noilor curente revizioniste apărute odată cu venirea la putere a lui Hrușciov, și Albania ia măsuri pentru instituirea unor politici de conducere colectivă. În acest sens Hodja renunță la postul de ministeru al afacerilor externe și la cel al apărării, menținându-și însă poziția de prim-ministru– la care va renunța ulterior în anul 1954 în favoarea lui Mehmet Shehu- și secretar al partidului. În 1955, ca urmare a relațiilor cu Uniunea Sovietică, Albania participă la fondarea Organizației Tratatului de la Varșovia.
Nemulțumirile se manifestă însă în legătură cu hotărârile luate la Congresul al XX-lea al PCUS. În primul rând Hodja se declară împotriva conceptului de „coexistentă pașnică”, considerat a fi în discordanță cu cel de „internaționalism proletar” promovat de Lenin. În al doilea rând, încercarea de apropiere dintre Uniunea Sovietică și Iugoslavia nu a constituit pentru Hodja un punct de interes; cu atât mai mult cu cât partea iugoslava cerea reabilitarea fostului ministru de interne, Koci Xoxe, executat în 1949 ca urmare a opoziției sale. Un alt aspect care trebuie punctat este cel al poziției Albaniei (și a altor state, printre care și România) în CAER aceasta nefiind de acord cu exportarea exclusivă a materiilor prime și produselor agricole, în detrimentul produselor industriale.
Toate aceste diferențe au fost exprimate în mod public abia în 1960, în cadrul unei întruniri desfășurate la București, într-o dispută între delegațiile sovietice și cele chineze, albanezii declarându-se susținători ai celor din urmă. Ca efect al acestei reacții sovieticii au refuzat să mai acorde ajutoare Albaniei, sistând transporturile de cereale. Totodată a fost descoperită implicarea sovieticilor într-un complot, menit să răstoarne regimul Hodja. Relațiile diplomatice dintre cele două state au fost rupte în mod oficial în decembrie 1961 după o perioadă în care acestea s-au deteriorat în mod constant, inclusiv în cadrul întâlnirii de la Moscova a reprezentanților a optzeci și unu de partide comuniste, din toamnă anului 1960.
Deși relațiile cu celelalte state ale blocului sovietic s-au menținut, efectele asupra economiei albaneze, ca urmare a sistării livrărilor din Uniunea Sovietică cât și ca urmare a retragerii experților sovietici, au fost foarte grave. Până la sfârșitul anului 1963 relațiile Albaniei s-au înrăutățit și cu celelalte state socialiste est-europene, aceasta nemaifiind invitată să participe la acțiunile Pactului de la Varșovia și nici la cele legate de CAER. Situația s-a menținut și după plecarea de la putere a lui N. S. Hrușciov din 1964. Albania s-a retras din Pactul de la Varșovia după așa-numita „primăvara de la Praga” din anul 1968.

### Relațiile cuChina

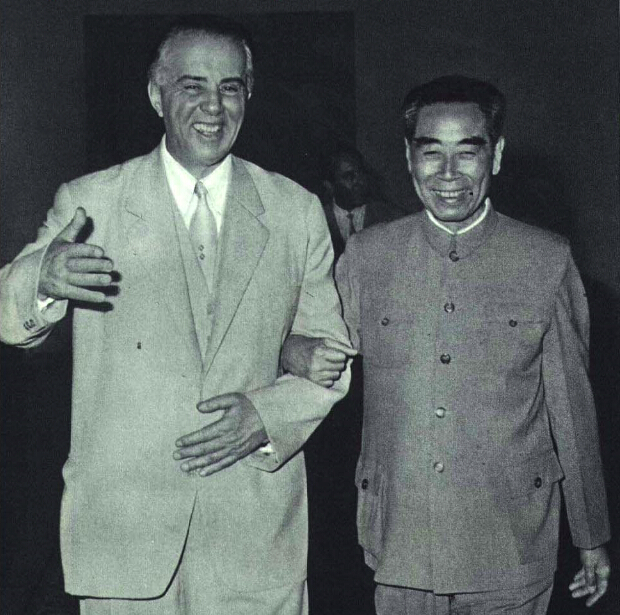
Hodja și Ciu Enlai în China, 1966

Apropierea Albaniei de China poate fi discutată în legătură cu mai multe aspecte. În primul rând trebuie invocată simpatia ambelor state față de Stalin și regimul promovat de acesta. De asemenea, în contrapartidă, trebuie să ne referim la sentimentul de dezaprobare a politicii de „coexistență” invocată de succesorul acestuia, N. S. Hrușciov; atât China cât și Albania se declaraseră împotriva revizionismului titoist.
În al doilea rând trebuie să invocăm contextul în care se găsea Albania, ale cărei relații diplomatice cu Uniunea Sovietică și mai departe, cu celelalte state aflate în zona de influență a acesteia, după cum am prezentat mai sus, începuseră să se deterioreze.
După sistarea furnizării de grâne de către puterea sovietică din anul 1960, China este cea care se manifestă și trimite ajutoare Albaniei în mai multe rânduri. Este consemnat că în perioada 1960-1963, China a livrat regimului condus de Enver Hodja 430.200 de tone de grâu și porumb. De asemenea China a acordat credite și asistență în diverse domenii, în condiții mult mai avantajoase decât cele acordate până acum de sovietici.
Participarea Chinei la acest „parteneriat” nu era însă dezinteresată; Albania putea fi „poarta de intrare” a acesteia în Europa.
După ce Hodja preluase în conducerea statului, pe rând, modelele de inspirație titoistă, apoi stalinistă, apropierea de China a culminat cu introducerea în Albania, a măsurilor pentru instituirea unei „Revoluții Culturale”, chiar dacă la o scară mai mică decât în modelul chinez.
Relațiile chino-albaneze s-au menținut până la începutul anilor 1970; în timpul Revoluției Culturale chineze (1965-1969), ani de „autoizolare” pentru China, acestea au fost la apogeu.
În contextul unor realități existente la nivel mondial, relațiile dintre cele două state încep să se deterioreze în anul 1970, când China reia relațiile cu Iugoslavia lui Tito; apoi, în 1972, are loc orientarea Chinei către Statele Unite, concretizată în vizita președintelui american Richard Nixon la Beijing.
Deși încordate, relațiile diplomatice au continuat, afectate tot mai mult însă după 1976, anul morții lui Mao Zedong. Așa se face că orientările diferite ale celor ce au succedat lui Mao au determinat la 13 iulie 1978 sistarea ajutoarelor către Albania.

## Ultimii ani ai regimului Hodja
Dintre toți liderii statelor socialiste, Hodja a fost cel mai puțin flexibil atât în relațiile externe cât și în promovarea politicilor din interiorul statului. În contextul schimbărilor de viziune a statelor aflate în blocul comunist est-european și nu numai, Enver Hodja a fost cel care a rămas fidel unui aceluiași sistem ideologic de factură stalinistă.
În cadrul celui de-al VII-lea Congres al Partidului Albanez al Muncii, desfășurat în perioada 1-7 noiembrie 1976, regimul Hodja a hotărât adoptarea unei noi Constituții. Potrivit acestuia, „Constituția veche a fost cea a construirii fundamentelor socialismului, pe când Constituția nouă va fi Constituția construcției complete a societății socialiste”.
Cu toate măsurile interne însă, din punct de vedere economic, Albania a rămas una dintre cele mai înapoiate state, având cel mai scăzut nivel de trai din Europa. Ca rezultat al autarhiei promovate, acesta a înregistrat datorii externe foarte puține. Pentru exemplificare, în anul 1983, bunurile importate s-au ridicat în jurul valorii de 280 de milioane de dolari, în contrapartida exporturilor a căror valoare a fost de 290 de milioane de dolari.
Nici în ultimii ani Hodja nu a renunțat la viziunile sale de factură stalinistă. Aflat în ultima perioadă a vieții, ordonă o ultimă epurare, în anul 1981, prin condamnarea la moarte a o serie de oficiali ai partidului și guvernului; printre aceștia și Mehmet Shehu, primul-ministru, aflat în funcție încă din 1954.
În ultimii ani de viață Enver Hoxha s-a retras în „semi-pensionare”, din cauza problemelor de sănătate cauzate de atacul de cord din 1973 de pe urma căruia nu și-a revenit complet niciodată. Cele mai multe din funcțiile statului au fost lăsate lui Ramiz Alia, cel ce a fost și succesorul său.
În ultimele zile Hodja s-a regăsit suferind de diabet și ischemie cerebrală și imobilizat într-un scaun cu rotile; a murit la 11 aprilie 1985.